# Liste des résolutions du Conseil de sécurité des Nations unies sur la Russie
Pour un article plus général, voir Liste des résolutions du Conseil de sécurité des Nations unies par pays.
Cet article dresse une liste des résolutions du Conseil de sécurité des Nations unies concernant la Russie.

## Russie
La Russie (en russe : Россия, Rossiïa ), en forme longue fédération de Russie (en russe : Российская Федерация, Rossiïskaïa Federatsiïa )
L' URSS est membre fondateur de l'organisation des Nations unies.
- Résolution 1566 : menaces à la paix et à la sécurité internationales résultant d'actes terroristes. Résolution sur le terrorisme, adoptée sous le chapitre VII, et qui fait suite, notamment, au massacre de Beslan.
- Résolution 2202 : Lettre par le représentant permanent de la fédération de Russie (Ukraine) (adoptée le 17 février 2015).
- Résolution 2623 : La situation en Ukraine (rejetée le 25 février 2022). Un projet de résolution pour condamner l’attaque militaire russe en Ukraine et demandant le retrait immédiat des troupes russes est présenté par l'Albanie et les États-Unis. Il reçoit un vote contre, celui de la Russie, 11 votes pour et 3 abstentions (Émirats arabes unis, Chine et Inde)[3]. La Russie étant membre permanent du Conseil de sécurité a posé son droit de veto lui permettant de rejeter ce projet de résolution.